# Péas (mythologie)
Pour les articles homonymes, voir Peas.
Dans la mythologie grecque, Péas, Pœas ou Poias (en grec ancien Ποίας / Poías), fils de Thaumachos (en), est roi de Thessalie et père de Philoctète.
Il prend part à l'expédition des Argonautes : c'est lui qui tue Talos en Crète.
Ami d'Héraclès, il est blessé par les oiseaux du lac Stymphale[réf. nécessaire]. Plus tard, il met le feu au bûcher du héros sur sa demande, et reçoit son arc en récompense. Il lègue ensuite l'arc à Philoctète ; sans cet objet, la guerre de Troie ne pouvait être remportée par les Achéens.